# Sympetrum corruptum
La libélula abigarrada (Sympetrum corruptum) pertenece a la familia de las libélulas rayadoras (Libellulidae) es una especie de amplia distribución, tiene un largo y tardío periodo de vuelo y los adultos a veces sobreviven el invierno.1 Algunas poblaciones de S. corruptum son migratorias, se conocen rutas a lo largo de la costa del pacífico en Norteamérica.1

## Clasificación y descripción de la especie
El género Sympetrum se compone de 60 especies, 22 de las cuales se distribuyen en el nuevo mundo, este grupo se distribuye principalmente en las zonas templadas del norte (Holártico) y la mayoría vuelan durante el verano tardío y el otoño.1,2 La libélula abigarrada tiene la cara amarillenta, que en machos adultos se vuelve rojo brillante; el cuerpo tiene una coloración principalmente canela o gris; el tórax tienen dos líneas laterales oblicuas blancas, cada una con una mancha circular amarilla en su límite inferior, estas siempre son visibles pero el blanco se obscurece en individuos maduros; el abdomen es grisáceo, con una línea mediodorsal naranja-amarillenta; anillos apicales naranja en los segmentos 3-7; puntos blancos en los costados de los segmentos 2-8; y marca dorsal negra en los segmentos 8-93.

## Distribución de la especie.
Sur de Canadá, E.U.A., México, Belice y Honduras.3 Es una especie migratoria.

## Hábitat
Estanques y arroyos lentos, preferentemente con fondo arenoso o de cantos rodados, ocasionalmente se encuentra en aguas salobres 3.

## Estado de conservación
No se encuentra dentro de ninguna categoría de riesgo 4.